# جبريل بيانكو
جبريل بيانكو (بالفرنسية: Gabriel Bianco)‏ هو عازف قيثارة فرنسي، ولد في 25 أبريل 1988 في باريس في فرنسا.